# Lophonectes gallus
Lophonectes gallus is een  straalvinnige vissensoort uit de familie van botachtigen (Bothidae). De wetenschappelijke naam van de soort is voor het eerst geldig gepubliceerd in 1880 door Albert Günther.
Lophonectes gallus komt voor in ondiep kustwater van Zuidoost-Australië, Tasmanië en Nieuw-Zeeland.